# Original Hits
Original Hits — это сборник лучших хитов рэпера Питбуля. Он был выпущен 8 мая 2012 г., при участии нескольких гостей, ремиксов и невыпущенных треков. На нём нет ни одного последнего хита.

## Список композиций
| №   | Название                                                    | Продюсер(ы)                                        | Длительность |
| --- | ----------------------------------------------------------- | -------------------------------------------------- | ------------ |
| 1.  | «The Anthem» (featuring Lil Jon)                            | Маттос, Армандо К. Перес                           | 4:04         |
| 2.  | «Culo» (featuring Lil Jon)                                  | Смит, Перес                                        | 3:39         |
| 3.  | «Go Girl» (featuring Trina and Young Bo$$)                  | Боуэн-Петтерсон, Перес                             | 3:49         |
| 4.  | «Hey You Girl»                                              | Джим Джонсин, Перес, Уилсон                        | 3:46         |
| 5.  | «Dammit Man» (Remix (featuring Lil' Flip))                  | Джонсин, Перес, Шеффер                             | 3:46         |
| 6.  | «Bojangles» (Remix (featuring Ying Yang Twins and Lil Jon)) | Холмс, Джексон, Перес                              | 4:29         |
| 7.  | «Midnight» (featuring Casely)                               | Джейкоб Аминов, Перес                              | 3:32         |
| 8.  | «Ay Chico (Lengua Afuera)»                                  | Mr. Collipark                                      | 3:25         |
| 9.  | «Descarada (Dance)» (featuring Vybz Kartel)                 | Don "Vendetta" Bennett                             | 3:02         |
| 10. | «Que Tu Sabes D'eso» (featuring Fat Joe & Sinful)           | Oak, Andrew "Papa Justifi" Wansel                  | 4:03         |
| 11. | «Come See Me»                                               | DJ Toomp                                           | 3:07         |
| 12. | «Fuego»                                                     | Mr. Collipark                                      | 3:49         |
| 13. | «Voodoo»                                                    | Лил Джон                                           | 3:47         |
| 14. | «Toma» (featuring Lil Jon)                                  | Перес , Смит                                       | 3:33         |
| 15. | «Shake» (Ying Yang Twins featuring Pitbull)                 | Mr. Collipark, Холмс, Джексон, Кранц, Перес, Скотт | 4:01         |
| 16. | «Lemonhead Delight» (featuring Vedo-No Shake & Bang)        | Перес                                              | 4:45         |
| 17. | «Guilty By Association»                                     | Диаз, Перес                                        | 3:58         |
| 18. | «Se Acabó»                                                  | Перес                                              | 3:54         |